# Oxyopes akakensis
Oxyopes akakensis là một loài nhện trong họ Oxyopidae.
Loài này thuộc chi Oxyopes. Oxyopes akakensis được Embrik Strand miêu tả năm 1906.